# Vorderwaldberg
Vorderwaldberg ist eine Streusiedlung im Oberpinzgau, dem hinteren Salzachtal des Bezirks Zell am See/Pinzgau, und Ortschaft der Gemeinde Wald im Pinzgau, am Südrand der Kitzbüheler Alpen.

## Geographie
Die Ansiedlungen mit etwa 90 Einwohnern und 30 Häusern liegen talaufwärts von Wald im Salzachtal, am Südhang des Salzachtals, dem Vorderwaldberg, zwischen 950 m und 1300 m ü. A. an Alten Gerlosstraße B 165.
Zum Ortschaftsgebiet zählen auch die Einöden Bachbauer und Watschbauer, und einige weitere Hofstellen, es erstreckt sich etwa 2,3 km in Ost-West-Richtung.
Nachbarortschaften:
|      |                                             |                                |

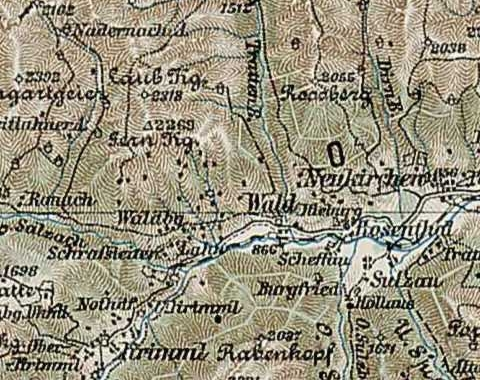
„Wald“. Franzisco-Josephinische Landesaufnahme, Blatt 30–47 Bruneck, um 1900
„Waldbg.“ Mitte links

| Lahn | Kompassrose, die auf Nachbargemeinden zeigt | Rosental (Gemeinde Neukirchen) |
|      | Wald                                        |                                |

## Geschichte
Vorderwaldberg liegt am alten Saumpfad von Mittersill als Handelsknoten über den Gerlospass (Pinzgauer Höhe) nach Zell am Ziller. Er wurde 1631 zum Fuhrweg ausgebaut. 1962 wurde die über Krimml führende neue Gerlos Alpenstraße eröffnet, die Dipl.-Ing. Franz Wallack, der Erbauer der Großglockner-Hochalpenstraße, geplant hatte. Damit verlor die Alte Gerlosstraße an Bedeutung.

## Tourismus und Sehenswürdigkeiten
Die Sixtkapelle am Sonnberg, unterhalb der Vorderwaldbergs, an der Alten Gerlosstraße (968 m ü. A). Unterhalb der Sixtuskapelle liegt auch die sehenswerte Augentrostkapelle.
Der Arnoweg läuft durch diese Ortschaft, von Hinterwaldberg und Lahn kommend, als Anstieg zum Pinzgauer Spaziergang.